# Ponta do Sinó
Ponta do Sinó – rezerwat biosfery i przylądek w Republice Zielonego Przylądka, najbardziej na południe wysunięty punkt wyspy Sal, 1,5 km od miasta Santa Maria.
W rezerwacie znajduje się niewielka latarnia morska Farol da Ponta do Sinó o wysokości 9 m.